# 周世杰
周世傑（英語：Chou Sai Kit Jet，1980年12月29日—)，香港象棋教育家、象棋運動員。他於2007年奪得香港象棋個人賽甲組冠軍，晉升香港象棋大師。2013年第二次得到香港象棋個人賽甲組冠軍，晉升香港象棋特級大師。他曾代表香港參與國際性棋藝大賽，獲得亞洲象棋大師及象棋國際大師等稱號
2020年10月，當選香港十大傑出青年，以表彰其個人事業及於社會服務方面做出的貢獻。

## 生平

### 成長
小時候遭家暴曾入住兒童安置所，中三輟學後，曾加入黑社會，亦曾吸毒，
23歲報讀香港公開大學遙距課程進修，同時兼職教象棋及任外遊領隊。
自2005年起，發展棋藝，及後多次代表香港參與國際性象棋比賽，曾獲世界智力運動會男子團體銅牌等獎項。

### 棋藝發展
2005年， 為全港中國象棋團體賽冠軍隊成員

2007 年，周世傑成立香港青年象棋會，開始從事推廣象棋工作
同年，奪得全港甲組冠軍，晉升香港象棋大師

2008 年，代表香港出戰世界智力運動會，奪得銅牌，是香港首次奪得該項國際比賽的獎項

2009 年，創立弈林教室，教授象棋課程。

2010 年，加盟中國香港棋院，擔任象棋專業教練

2013 年，奪得全港甲組冠軍，成為香港第九位象棋特級大師

2014 年，在亞洲象棋賽中獲得殿軍，獲得亞洲象棋大師資格

2015 年，奪得全港首屆揭棋大賽冠軍，成為香港唯一一位象棋與揭棋同獲全港冠軍的棋手 

2017 年，成為揭棋世界排名榜第一名

2017 年，於香港首個象棋運動項目青訓發展計劃，擔任專業象棋教練

2019 年，獲頒授象棋國際大師

2021年，創辦周世傑棋院

2021年，獲選為第七屆青年夢想實踐家